# Butylmagnesiumbromid
Butylmagnesiumbromid ist eine chemische Verbindung und metallorganisches Reagenz (Grignard-Verbindung).

## Herstellung
Butylmagnesiumbromid kann durch Umsetzung von 1-Brombutan mit elementarem Magnesium in Diethylether hergestellt werden. Alternative Lösungsmittel sind Tetrahydrofuran, 2-Methyltetrahydrofuran, Cyclopentylmethylether und Diethylenglycolbutylether. Letztere drei Lösungsmittel verringern das Risiko, dass es bei der Herstellung zu einer unkontrollierten Reaktion kommt und erhöhen dadurch die Sicherheit.

## Reaktionen
Butylmagnesiumbromid kann an Ketone addiert werden, wodurch nach Aufarbeitung tertiäre Alkohole erhalten werden. Beispielsweise ergibt die Reaktion mit Aceton als Produkt 2-Methyl-2-pentanol. Mit zunehmender Größe der Reste am Keton verläuft die Reaktion deutlich langsamer. So ist die Reaktionsgeschwindigkeit bei der Reaktion von Butanon gegenüber der von Aceton schon etwa halbiert. Der Effekt der Geschwindigkeitsverringerung ist in Tetrahydrofuran als Lösungsmittel größer als in Diethylether.
Durch Reaktion mit Ethylenoxid wird 1-Hexanol erhalten. Durch Reaktion mit Zinntetrachlorid in Diethylether kann Tetrabutylzinn hergestellt werden.

## Verwendung
Butylmagnesiumbromid dient zusammen mit Zinntetrachlorid zur Herstellung von Tetrabutylzinn. Industriell wird die Reaktion in Toluol durchgeführt, mit einem geringen Zusatz an Diethylether, der für die Grignard-Reaktion notwendig ist. Durch Umsetzung mit weiterem Zinntetrachlorid wird dieses in Tributylzinnchlorid oder Dibutylzinndichlorid überführt. Diese beiden Verbindungen dienen wiederum als Ausgangsstoffe zur Herstellung anderer Tributylzinnverbindungen und Dibutylzinnverbindungen.